# Silická Jablonica
Silická Jablonica, ungarisch Jablonca (bis 1948 slowakisch „Jablonica“) ist eine Gemeinde im Osten der Slowakei mit 172 Einwohnern (Stand 31. Dezember 2024), die zum Okres Rožňava, einem Teil des Košický kraj, gehört und in der traditionellen Landschaft Gemer liegt.

## Geographie
Die Gemeinde befindet sich im Slowakischen Karst, zwischen den Plateaus Silická planina und Dolný vrch, im Quellbereich und am Oberlauf der Turňa, unmittelbar nördlich der Staatsgrenze zu Ungarn. In der Umgebung kann man Höhlen, Schluchten sowie Karstformationen finden, in den Wäldern wachsen vorwiegend Buchen, Eichen und Hainbuchen. Das Ortszentrum liegt auf einer Höhe von 256 m n.m. und ist 23 Kilometer von Rožňava entfernt. Zudem ist der Ort von den Grenzen des Nationalparks Slowakischer Karst umgeben.
Nachbargemeinden sind Hrušov im Norden, Nordosten und Osten, Szögliget (H) im Süden, Silica im Westen und Krásnohorská Dlhá Lúka im Nordwesten.

## Geschichte

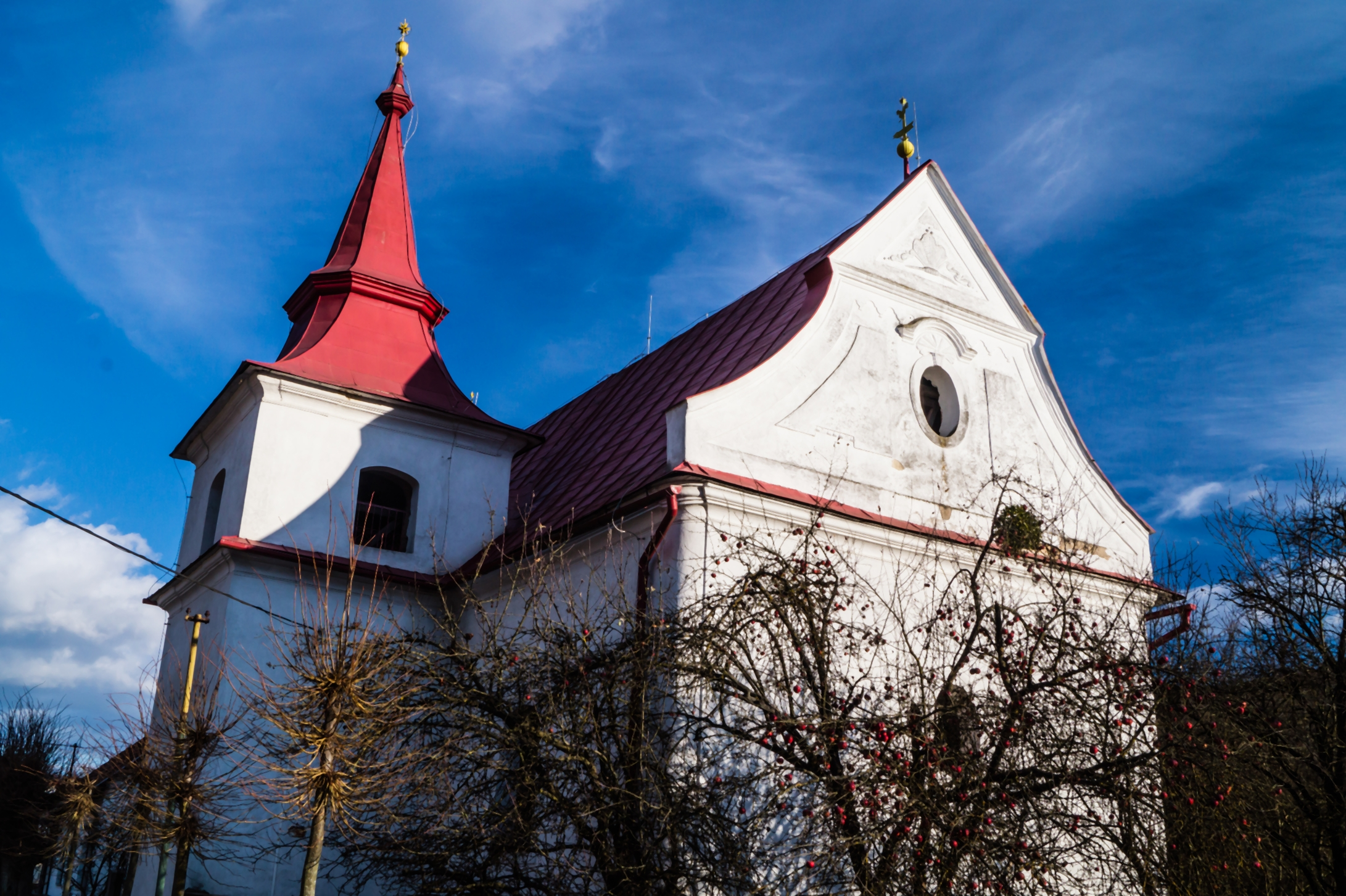
Reformierte Kirche

Silická Jablonica wurde zum ersten Mal 1386 als Jablonca beziehungsweise Zedlyche schriftlich erwähnt und war Besitz des Geschlechts Bebek (Pleissnitzer Linie). 1427 wurden nach einem Steuerverzeichnis 58 Porta verzeichnet. Ab der zweiten Hälfte des 16. Jahrhunderts war das Dorf Teil der Herrschaft der Burg Tornau. 1828 zählte man 136 Häuser und 695 Einwohner.
Bis 1918/1919 gehörte der im Komitat Abaúj-Torna (bis 1881 Komitat Torna) liegende Ort zum Königreich Ungarn und kam danach zur Tschechoslowakei beziehungsweise heute Slowakei. Auf Grund des Ersten Wiener Schiedsspruchs lag er von 1938 bis 1945 noch einmal in Ungarn. 1944 wurde der Ort von einem Hochwasser heimgesucht.

## Bevölkerung
| Jahr                | 1994 | 2004     | 2014     | 2024     |
| ------------------- | ---- | -------- | -------- | -------- |
| Anzahl der Personen | 281  | 231      | 194      | 172      |
| Unterschied         |      | −17,79 % | −16,01 % | −11,34 % |

| Jahr                | 2023 | 2024    |
| ------------------- | ---- | ------- |
| Anzahl der Personen | 179  | 172     |
| Unterschied         |      | −3,91 % |

Nach der Volkszählung 2011 wohnten in Silická Jablonica 203 Einwohner, davon 194 Magyaren und acht Slowaken. Ein Einwohner machte keine Angabe zur Ethnie.
165 Einwohner bekannten sich zur reformierten Kirche, 27 Einwohner zur römisch-katholischen Kirche, jeweils drei Einwohner zu den Zeugen Jehovas und zur griechisch-katholischen Kirche und ein Einwohner zur Evangelischen Kirche A. B. Vier Einwohner waren konfessionslos.

## Baudenkmäler
- reformierte (calvinistische) Toleranzkirche im klassizistischen Stil aus dem Jahr 1789, mit dem im 19. Jahrhundert erbauten Turm[6]
- römisch-katholische Peter-und-Paul-Kirche im neoromanischen Stil aus dem Jahr 1867[7]
- Überreste der kleinen mittelalterlichen Burg Sokolí kameň südlich des bebauten Ortsgebiets
- Gebäude im regionaltypischen Baustil

## Verkehr
Silická Jablonica ist über die Straße 3. Ordnung 3018 von Hrušov und Jablonov nad Turňou (Anschluss an die Straße 1. Ordnung 16) her erreichbar. Eine schmale, nicht klassifizierte Straße führt westwärts nach Silica.